# Abbaye Saint-Jacques de Vitry-en-Perthois
Pour les articles homonymes, voir Abbaye Saint-Jacques.
L'abbaye Saint-Jacques de Vitry est une ancienne abbaye féminine cistercienne fondée en 1234. 

## Localisation
L'abbaye était située au sud de Vitry-en-Perthois, à six-cents mètres environ de la porte Saint-Lazare, dans la plaine au sud de la Saulx, aujourd'hui occupée par la ferme Saint-Jacques.

## Historique
La Maison-Dieu de Vitry, située dans le faubourg dit de La Gravière, qui existait sans doute avant 1172 passe sous l'autorité de l’aumônier des comtes de Champagne au XIIIe siècle. En 1233, Thibaud IV de Champagne décide de fonder dans le pourpris de la Maison-Dieu, une abbaye de femmes de l'ordre de Citeaux. Il obtient le consentement de l'évêque de Châlons, Philippe II de Nemours et celui de Hémard, prieur de Saint-Pierre-aux-Monts. L'abbé de Citeaux complète l'institution du nouveau monastère qui s'installe à l'extérieur de l'enceinte urbaine, au sud de Vitry.
Dès 1236, le pape Grégoire place l'abbaye de Saint-Jacques sous la protection du Saint-Siège, et en même temps l'exempte de toutes tailles et dixmes. Ces franchises seront plusieurs fois juridiquement constatée, et notamment en 1346 par le prévôt de Vitry, et par le bailli, en 1506, qui lui reconnait aussi le droit de sauvegarde.  
En 1256, on accorde aux religieuses un cimetière à l'intérieur du couvent, mais les habitants ne peuvent y être ensevelis qu'après avoir été présentés à l'église paroissiale. En 1257, une bulle du pape Alexandre IV confirme, en faveur de Saint-Jacques de Vitry, tous les privilèges accordés à l'ordre de Cîteaux. Thibaut II de Navarre ratifie la donation de son père et accorde aux religieux l'amortissement général de leurs biens en décembre 1268.  
Vitry est dévastée par Louis le Jeune, en janvier 1143, et une seconde fois brûlée en 1420, par l'armée dirigée par Jean de Luxembourg, pendant la lutte des maisons de Bourgogne et d'Orléans. Les observances monastiques se relâchent. Le couvent connaît une crise importante, aussi bien financière que morale. En 1464, le chapitre général de Cîteaux charge les abbés de la Piété-Dieu et d'Igny d'inspecter l'état financier de l'abbaye et d'y remettre de l'ordre. 
Elle est, comme toute la Champagne, exposée aux attaques de Charles-Quint. En 1544, l'empereur prend Vitry et le détruit presque entièrement ; François Ier, après la paix, bâtit une nouvelle ville à laquelle il donne son nom, tandis que l'ancienne n'est plus qu'un village. Les moniales de Saint-Jacques, unies au chapitre de l'église collégiale et au curé refusent de s'installer à Vitry-le-François et obtiennent gain de cause.
Durant les guerres de Religion, l'abbaye est attaquée par les huguenots, le 14 avril 1570. L'abbaye, quoique située hors des murs, souffre naturellement de tous ces maux qui suivent les guerres. L'abbesse Charlotte de Persan doit la faire reconstruire entièrement.
En 1731, l'abbaye connaît un scandale retentissant, une religieuse, Antoinette Elisabeth Hiacinthe de Mertrus part de son
plein gré, avec André Maucourant, curé de Vitry-en-Perthois. Les deux fugitifs vont en Suisse. Ils abjurent du catholicisme et se convertissent au protestantisme sous les noms d’André de Morantcourt et de demoiselle Delaforce. Les condamnations des deux protagonistes entraînent ensuite des conflits de juridictions atteignant les plus hautes instances du royaume. 
Un arrêt du conseil du roi, du 15 juillet 1749, ordonne la suppression de l'abbaye de Notre-Dame de Saint-Dizier et la réunion de ses biens à celle de Vitry.
Le 13 février 1790, l'Assemblée constituante prononce l'abolition des vœux monastiques et la suppression des congrégations religieuses. L'abbaye se compose de l'abbesse, treize dames, cinq sœurs ayant fait des vœux, un directeur, une demoiselle, deux pensionnaires, une ouvrière, la femme de chambre, un domestique, une fille d'office de l'abbesse, deux jardiniers, deux vachers, un pauvre, quatre domestiques de trente-six personnes.
Les dix-huit dernières religieuses doivent quitter Vitry en septembre 1792 alors que l'abbaye est réquisitionnée par les troupes de Kellermann.
Il ne reste rien aujourd'hui de l'abbatiale du XIIIe siècle et des bâtiments médiévaux. L'emplacement de l'abbaye est rappelé par le lieu-dit la Ferme de Saint-Jacques.

## Abbesses

### Abbesses
Les abbesses sont appelées Madame.
- La première abbesse aurait été Blanche, fille de Thibaut V, comte de Champagne[3].

Selon Louis Brouillon
- 1237 : Havidis.
- 1245 : Marguerite.
- 1246 : Agnès
- 1252 : Marguerite.
- 1292 : Alaïde.
- 1335 : Ade de Vellai.
- 1359 : Amelote de Pargni.
- 1424 : Agnès d'Estrigni.
- 1465-1477 : Jehanne Pèlerin, dite la Pèlerine.
- 1513 : Isabelle de Saint-Martin.
- 1514 : Catherine de Vattelan.

### Abbesses commendataires
À partir du Concordat de Bologne, commence la série des abbés commendataires et seigneurs temporels. Selon Louis Brouillon :
- 1535-1547 : Antoinette de Heiltz-l'Évêque, venant du monastère du Lieu-des-Dames de Boulancourt.
- 1556 : Claude ou Claudine de Louvat.
- 1558 : Madeleine de la Haie.
- 1585-1602 : Marie de Guise.
- 1608-1623. Perrine, princesse de Savoie (†1623).
- 1623-1648 : Louise de Maupeou (†1648).
- ~1650 : Anne Yanowitz de Besmes, fille du gouverneur de Saint-Dizier et petite-fille de Charles Danowitz, l'assassin de Coligny, abbesse de de Saint-Pantaléon en 1634, reléguée parmi les filles pénitentes, en vertu d'une certaine accusation portée contre elle, mais déclarée innocente, elle se rendit en l'abbaye de Saint-Jacques de Vitry, puis fut réintégrée dans sa charge d'abbesse de Saint-Dizier vers 1650, et enfin elle devint abbesse de Saint-Jacques de Vitry.
- 1648-1677 : Anne de Vaudétar de Persan (†1677), précédemment abbesse de Bussières-les-Nonains.
- 1677-1720 : Anne Charlotte de Vaudétar de Persan (†1720), sa nièce.
- 1720 : Marie-Anne-Thérèse de Napier (†1779), issue d’une famille anglaise ayant fui avec le roi Charles II devant la victoire de Cromwell à Worcester en 1651, coadjutrice en 1716, installée abbesse de Saint-Jacques de Vitry, par René de Kerancok, délégué du pape Clément XI.
- Marie-Geneviève du Hamel ou Duhamel (†1778), précédemment à Notre-Dame de l'Étanche.
- 1779-1785 :  Marguerite-Louise-Bénigne Commeau de Pont de Vaux (†1785), précédemment abbesse de Saint-Antoine d'Autun.
- 1785 : Anne-Françoise de Pourroy, dernière abbesse de Saint-Jacques.

## Reliquaire
- Saint-Eloi
- Saint-Clothaire

## Patrimoine foncier
Sa charte de fondation, en 1233, mentionne des terres et dixmes à Couvrot, Vaux, Villers, Vauclerc, Isle, les deux tiers de Larzicourt, le tiers de Pringy, de Reims-la-Brûlée et de Somsois, les fours bannaux de Vitry, la grange Guyon, etc. L'abbaye avait encore d'autres biens à Saint-Amand, Blacy, Heiltz-le-Maurupt, Ponthion, etc., le huchage sur les vins à Vitry. En décembre 1237, l'abbesse acheta la rivière de Merlaut, et sa pêche entre le moulin de Changy et celui du château de Vitry, pour la somme de 275 livres tournois. En 1271. Gauthier du Plessis, chevalier, donna des terres à Verzet, à cause de deux de ses filles qui avaient pris le voile à l'abbaye de Saint-Jacques.
En juin 1790, l'abbaye déclare cent cinquante journels de terres, qui font cinquante journels à la roye, en terres, ne donnant année commune que de cent dix à cent quinze septiers, douze chevaux, trente fauchées de prés, dix à vingt-quatre vaches conduites par deux marcars, dix journels et demi de vignes qui rendent environ trente six pièces de vin. Les frais excèdent huit cents livres.

## Dîmage
L'abbaye a le droit d'élire et de pourvoir aux cures des églises dont elle est patron, de prêtres qu'elle présente à l'ordination de l'évêque diocésain. C'est le droit de patronage, de présentation à l’évêque et de nomination d'un desservant aux églises ou cures (paroisses) où elle percevait les grosses dîmes :